# Mostyki
Mostyki (biał. Мастыкі, Mastyki; ros. Мостыки, Mostyki; pol. hist. także Mościki) – wieś na Białorusi, w obwodzie brzeskim, w rejonie bereskim, w sielsowiecie Stryhin, nad Jasiołdą. Częściowo położona jest na terenie Sporowskiego Rezerwatu Biologicznego.
Współcześnie miejscowość obejmuje także dawne wsie Olesiec i Podrzecze.

## Historia
W XIX i w początkach XX w. Mostyki, Olesiec i Podrzecze położone były w Rosji, w guberni grodzieńskiej, w powiecie słonimskim, w gminie Piaski.
W dwudziestoleciu międzywojennym wszystkie trzy miejscowości leżały w Polsce, w województwie poleskim, w powiecie kosowskim/iwacewickim, w gminie Piaski. Demografia w 1921 przedstawiała się następująco:
|                | Liczba mieszkańców | Budynki | Narodowość  | Narodowość | Narodowość        | Wyznanie    | Wyznanie   | Wyznanie |
| Polacy         | Liczba mieszkańców | Budynki | Białorusini | Żydzi      | rzymskokatolickie | prawosławne | mojżeszowe |          |
| -------------- | ------------------ | ------- | ----------- | ---------- | ----------------- | ----------- | ---------- | -------- |
| wieś Mostyki   | 230                | 38      | 7           | 220        | 3                 | 5           | 222        | 3        |
| wieś Olesiec   | 81                 | 16      | –           | 81         | –                 | –           | 81         | –        |
| wieś Podrzecze | 27                 | 6       | –           | 27         | –                 | –           | 27         | –        |

Po II wojnie światowej w granicach Związku Sowieckiego. Od 1991 w niepodległej Białorusi.